# Uniforme de la selección de fútbol de Nigeria

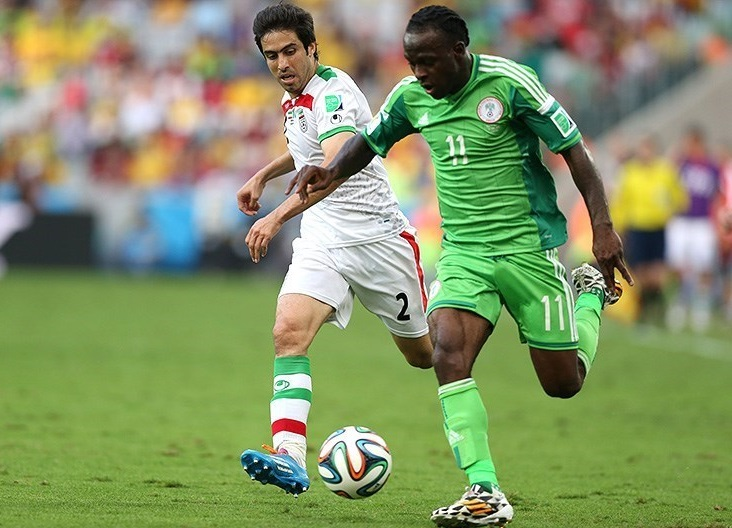
Victor Moses vistiendo el conjunto de Nigeria en un partido ante Irán en la Copa Mundial de Fútbol de 2014.

La selección nacional de Nigeria ha utilizado tradicionalmente un conjunto primario en su mayoría verde con numeración, letras y ribetes en blanco; junto con el uniforme secundario totalmente blanco, todo emblemático de los colores de la bandera nigeriana. El tono verde ha variado a lo largo de los años. Una tonalidad de verde oliva cercana al verde bosque fue favorecido con frecuencia durante la década de 1980 a principios de 1990, y el verde jade también ha aparecido en cada una de esas décadas; incluso el verde arlequin ha sido utilizado. Durante la última década, el equipo pareció decidirse por la tonalidad de verde estándar que se asemeja más a la utilizada en la bandera. Los primeros equipos nacionales de Nigeria usaron una camisa  escarlata con calzones y calcetines blancos hasta que el país adoptó sus colores actuales después de su independencia.
El 23 de abril de 2015, se anunció que  Nike sería el proveedor de los kits de Nigeria después de que Adidas finalizara su contrato de kits con la Federación de Fútbol de Nigeria. Antes de eso, Nike suministró el kit de Nigeria entre 1998 y 2003.

## Evolución del uniforme

### Local
| 1949 | 1980 | 1984 | 1988 | 1990 | 1994 | 1995 | 1996-1997 | 1998-1999 |

| 2000-2001 | 2002-2003 | 2004 | 2005 | 2006-2007 | 2008-2009 | 2010-2011 | 2012-2013 | 2014-2015 |

| 2015 | 2016-2017 | 2018-2019 | 2020-2022 | 2022-2023 | 2024-actual |

### Visitante
| 1949 | 1980 | 1984 | 1988 | 1990 | 1994 | 1995 | 1996-1997 | 1998-1999 |

| 2000-2001 | 2002-2004 | 2004 | 2005 | 2006-2007 | 2008-2009 | 2010-2011 | 2011-2013 | 2014-2015 |

| 2015 | 2016-2017 | 2018-2019 | 2020-2022 | 2022-2023 | 2024-Actual |

### Proveedor
| Proveedor | Periodo       |
| --------- | ------------- |
| Erima     | 1980-1984     |
| Admiral   | 1984–1987     |
| Adidas    | 1988–1994     |
| Nike      | 1994–2004     |
| Adidas    | 2004–2014     |
| Nike      | 2015–presente |